# Pierre Rode
Jacques Pierre Joseph Rode (født 26. februar 1774 i Bordeaux, død 25. november 1830 ved Damazan) var en fransk violinist.
Rode, der var elev af Viotti, blev 1790 ansat som violinist ved Théâtre Feydeau, senere soloviolinist ved den store opera, og blev ved konservatoriets oprettelse 1794 ansat som lærer ved dette. Samtidig foretog han store koncertrejser til Holland, Tyskland og Spanien.
Årene 1803-08 var Rode ansat som soloviolinist hos Alexander I i Sankt Petersborg. Han vendte derefter tilbage til Paris, men fandt ikke samme begejstrede modtagelse som tidligere.
I 1811 rejste Rode til Tyskland; i Wien traf han Beethoven, der skrev sin sonate i G-dur for ham. I 1814 giftede han sig i Berlin og trak sig derefter tilbage til sin fødeby.
Ikke alene som violinist, men også som lærer og som komponist har Rode haft betydning; enkelte af hans kompositioner findes endnu på violinspillernes repertoire. Han har skrevet 13 violinkoncerter, 4 strygekvartetter, 24 capricer, endvidere duetter, etuder, variationer og så videre.